# Torneo di Wimbledon 1999 - Qualificazioni doppio maschile
Le qualificazioni del doppio maschile del Torneo di Wimbledon 1999 sono state un torneo di tennis preliminare per accedere alla fase finale della manifestazione. I vincitori dell'ultimo turno sono entrati di diritto nel tabellone principale. In caso di ritiro di uno o più giocatori aventi diritto a questi sono subentrati i lucky loser, ossia i giocatori che hanno perso nell'ultimo turno ma che avevano una classifica più alta rispetto agli altri partecipanti che avevano comunque perso nel turno finale.

## Teste di serie
1. Jeff Coetzee /  Tuomas Ketola (secondo turno)
2. Maurice Ruah /  André Sá (primo turno)
3. Adam Peterson /  Chris Tontz (secondo turno)

1. Thomas Shimada /  Myles Wakefield (secondo turno)
2. Adriano Ferreira /  Gouichi Motomura (qualificati)
3. Ben Ellwood /  Dejan Petrović (secondo turno)

## Qualificati
1. Adriano Ferreira /  Gouichi Motomura
2. Bobby Kokavec /  Gabriel Trifu

1. Mosè Navarra /  Stefano Pescosolido

### Lucky Losers
1. Amir Hadad /  Damien Roberts

## Tabellone qualificazioni

### Legenda
| - Q = Qualificato - WC = Wild card - LL = Lucky loser | - ALT = Alternate - SE = Special Exempt - PR = Protected Ranking | - w/o = Walkover - r = Ritirato - d = Squalificato |

### Sezione 1
|  | Primo turno                    | Primo turno                       | Primo turno                       | Primo turno | Primo turno |  |  | Secondo turno                     | Secondo turno                     | Secondo turno                     | Secondo turno                     | Secondo turno                     |   |   | Terzo turno                    | Terzo turno                    | Terzo turno                    | Terzo turno | Terzo turno | Terzo turno | Terzo turno |  |
|  |                                |                                   |                                   |             |             |  |  |                                   |                                   |                                   |                                   |                                   |   |   |                                |                                |                                |             |             |             |             |  |
|  | 1                              | Jeff Coetzee Tuomas Ketola        | 3                                 | 7           | 8           |  |  |                                   |                                   |                                   |                                   |                                   |   |   |                                |                                |                                |             |             |             |             |  |
|  |                                | Satoshi Iwabuchi Mitsuru Takada   | 6                                 | 6           | 6           |  |  | Jeff Coetzee Tuomas Ketola        | Jeff Coetzee Tuomas Ketola        | Jeff Coetzee Tuomas Ketola        | 5                                 | 4                                 |   |   |                                |                                |                                |             |             |             |             |  |
|  | Kyle Spencer Nir Welgreen      | Kyle Spencer Nir Welgreen         | 7                                 | 4           | 4           |  |  | Diego Nargiso Greg Van Emburgh    | Diego Nargiso Greg Van Emburgh    | Diego Nargiso Greg Van Emburgh    | 7                                 | 6                                 |   |   |                                |                                |                                |             |             |             |             |  |
|  | Diego Nargiso Greg Van Emburgh | Diego Nargiso Greg Van Emburgh    | 6                                 | 6           | 6           |  |  |                                   |                                   |                                   |                                   |                                   |   |   | Diego Nargiso Greg Van Emburgh | Diego Nargiso Greg Van Emburgh | Diego Nargiso Greg Van Emburgh | 6           | 3           | 6           | 2           |  |
|  |                                | Irakli Labadze Federico Luzzi     | Irakli Labadze Federico Luzzi     | 3           | r           |  |  |                                   |                                   | Adriano Ferreira Gouichi Motomura | Adriano Ferreira Gouichi Motomura | Adriano Ferreira Gouichi Motomura | 7 | 6 | 4                              | 6                              |                                |             |             |             |             |  |
|  | WC                             | Ronen Morali Andy Ram             | Ronen Morali Andy Ram             | 4           |             |  |  | Ronen Morali Andy Ram             | Ronen Morali Andy Ram             | Ronen Morali Andy Ram             | 3                                 | 2                                 |   |   |                                |                                |                                |             |             |             |             |  |
|  |                                | Grant Doyle Mark Draper           | Grant Doyle Mark Draper           | 2           | 4           |  |  | Adriano Ferreira Gouichi Motomura | Adriano Ferreira Gouichi Motomura | Adriano Ferreira Gouichi Motomura | 6                                 | 6                                 |   |   |                                |                                |                                |             |             |             |             |  |
|  | 5                              | Adriano Ferreira Gouichi Motomura | Adriano Ferreira Gouichi Motomura | 6           | 6           |  |  |                                   |                                   |                                   |                                   |                                   |   |   |                                |                                |                                |             |             |             |             |  |

### Sezione 2
|  | Primo turno                    | Primo turno                       | Primo turno                       | Primo turno | Primo turno |  |  | Secondo turno                  | Secondo turno                  | Secondo turno               | Secondo turno               | Secondo turno |   |   | Terzo turno                  | Terzo turno                  | Terzo turno | Terzo turno | Terzo turno | Terzo turno | Terzo turno |  |
|  |                                |                                   |                                   |             |             |  |  |                                |                                |                             |                             |               |   |   |                              |                              |             |             |             |             |             |  |
|  | 2                              | Maurice Ruah André Sá             | 3                                 | 6           | 4           |  |  |                                |                                |                             |                             |               |   |   |                              |                              |             |             |             |             |             |  |
|  |                                | James Davidson Jamie Delgado      | 6                                 | 4           | 6           |  |  | James Davidson Jamie Delgado   | James Davidson Jamie Delgado   | 2                           | 6                           | 10            |   |   |                              |                              |             |             |             |             |             |  |
|  | Chris Groer Steven Randjelovic | Chris Groer Steven Randjelovic    | 4                                 | 6           | 6           |  |  | Chris Groer Steven Randjelovic | Chris Groer Steven Randjelovic | 6                           | 1                           | 8             |   |   |                              |                              |             |             |             |             |             |  |
|  | Matthew Breen Joseph Sirianni  | Matthew Breen Joseph Sirianni     | 6                                 | 4           | 4           |  |  |                                |                                |                             |                             |               |   |   | James Davidson Jamie Delgado | James Davidson Jamie Delgado | 4           | 3           | 6           | 6           | 4           |  |
|  | Bobby Kokavec Gabriel Trifu    | Bobby Kokavec Gabriel Trifu       | 7                                 | 4           | 6           |  |  |                                |                                | Bobby Kokavec Gabriel Trifu | Bobby Kokavec Gabriel Trifu | 6             | 6 | 3 | 4                            | 6                            |             |             |             |             |             |  |
|  | Yves Allegro Frédéric Niemeyer | Yves Allegro Frédéric Niemeyer    | 5                                 | 6           | 4           |  |  | Bobby Kokavec Gabriel Trifu    | Bobby Kokavec Gabriel Trifu    | Bobby Kokavec Gabriel Trifu | 7                           | 6             |   |   |                              |                              |             |             |             |             |             |  |
|  |                                | Matthias Hellström Jan Hermansson | Matthias Hellström Jan Hermansson | 3           | 4           |  |  | Ben Ellwood Dejan Petrović     | Ben Ellwood Dejan Petrović     | Ben Ellwood Dejan Petrović  | 6                           | 4             |   |   |                              |                              |             |             |             |             |             |  |
|  | 6                              | Ben Ellwood Dejan Petrović        | Ben Ellwood Dejan Petrović        | 6           | 6           |  |  |                                |                                |                             |                             |               |   |   |                              |                              |             |             |             |             |             |  |

### Sezione 3
|  | Primo turno                      | Primo turno                      | Primo turno                    | Primo turno | Primo turno |  |  | Secondo turno                    | Secondo turno                    | Secondo turno                    | Secondo turno                    | Secondo turno |   |   | Terzo turno               | Terzo turno               | Terzo turno | Terzo turno | Terzo turno | Terzo turno | Terzo turno |  |
|  |                                  |                                  |                                |             |             |  |  |                                  |                                  |                                  |                                  |               |   |   |                           |                           |             |             |             |             |             |  |
|  | 3                                | Adam Peterson Chris Tontz        | Adam Peterson Chris Tontz      | 6           | 6           |  |  |                                  |                                  |                                  |                                  |               |   |   |                           |                           |             |             |             |             |             |  |
|  |                                  | José Frontera Ofer Sela          | José Frontera Ofer Sela        | 3           | 1           |  |  | Adam Peterson Chris Tontz        | Adam Peterson Chris Tontz        | Adam Peterson Chris Tontz        | 6                                | 5             |   |   |                           |                           |             |             |             |             |             |  |
|  | WC                               | Nick Gould Justin Layne          | Nick Gould Justin Layne        | 4           | 4           |  |  | Amir Hadad Damien Roberts        | Amir Hadad Damien Roberts        | Amir Hadad Damien Roberts        | 7                                | 7             |   |   |                           |                           |             |             |             |             |             |  |
|  |                                  | Amir Hadad Damien Roberts        | Amir Hadad Damien Roberts      | 6           | 6           |  |  |                                  |                                  |                                  |                                  |               |   |   | Amir Hadad Damien Roberts | Amir Hadad Damien Roberts | 6           | 7           | 6           | 3           | 2           |  |
|  | Mosè Navarra Stefano Pescosolido | Mosè Navarra Stefano Pescosolido | 6                              | 3           | 6           |  |  |                                  |                                  | Mosè Navarra Stefano Pescosolido | Mosè Navarra Stefano Pescosolido | 4             | 6 | 7 | 6                         | 6                         |             |             |             |             |             |  |
|  | Eyal Erlich Jonathan Erlich      | Eyal Erlich Jonathan Erlich      | 4                              | 6           | 1           |  |  | Mosè Navarra Stefano Pescosolido | Mosè Navarra Stefano Pescosolido | 3                                | 6                                | 7             |   |   |                           |                           |             |             |             |             |             |  |
|  |                                  | Enzo Artoni Jim Thomas           | Enzo Artoni Jim Thomas         | 5           | 6           |  |  | Thomas Shimada Myles Wakefield   | Thomas Shimada Myles Wakefield   | 6                                | 3                                | 5             |   |   |                           |                           |             |             |             |             |             |  |
|  | 4                                | Thomas Shimada Myles Wakefield   | Thomas Shimada Myles Wakefield | 7           | 7           |  |  |                                  |                                  |                                  |                                  |               |   |   |                           |                           |             |             |             |             |             |  |